# Plantes recueillies pendant le voyage des Russes autour du monde
Plantes recueillies pendant le voyage des Russes autour du monde (abreviado Pl. Voy. Russes Monde) fue una revista ilustrada con descripciones botánicas que fue editada por Georg Heinrich von Langsdorff y Friedrich Ernst Ludwig von Fischer. Se publicó en 2 partes en los años 1810 y 1818.